# Предраг Иконић
Предраг Иконић (Сарајево, 22. мај 1974) алијас "пеђа славни" је српски цртач стрипа, сценариста, карикатуриста и илустратор. Један је од оснивача Удружења "Девета Димензија". Главни је уредник стрип магазина "Парабелум". Дипломирани је машински инжењер. Члан је удружења "Удружења за промоцију и продукцију стрипа" из Београда. Живи и ради на Палама.

## Биографија
Рођен је 1974. у Сарајеву, а стрипом се почео бавити још у дјетињству као основношколац. Са вршњацима из вогошћанског насеља Хотоњ формирао је "ХОЦРКЛ" (ХОтоњски ЦРтачки КЛуб) гдје је цртао своје прве стрипове. Први стрип објавио је као средњошколац у стрип фанзину "Madcap" (Криж) Тихомира Мраовића, а касније се појавио са једном страницом и у фанзину "Гавран" (Вировитица). Дјеловао је у оквиру стрипске групе "New art". У стрип магазину "Патак" (Славонска Пожега) бр. 5 гостовао је са информативним текстом о овој стрип групи. Ова група је објавила нулти и уједно и једини број фанзина "New art" са којим је гостовао и у сарајевским "Малим новинама". Избијањем рата на територији Босне и Херцеговине привремено престаје да се активније бави стрипом. Учесник је Одбрамбено-отаџбинског рата. Након потписивања Дејтонског споразума морао је да напусти свој дом. Након низа селидби (Вишеград, Јахорина, Лукавица) скрасио се у Источном Сарајеву гдје и данас живи и ради. Поново се враћа цртању стрипова. Објављивао углавном краће стрипове, илустрације и карикатуре у часописима: "Бумеранг" (Суботица), "Еон" (Шабац), "Секстаза" (Сарајево), "Бука" (Бања Лука), "Пресинг" (Ниш), "Стрип Пресинг", "Ре" (Ријека), "Жврљоскоп" (Источно Сарајево), "Млади економист" (Источно Сарајево), "Машинац" (Нови Сад), "Филозоф" (Источно Сарајево), "Правник" (Ниш), "Билтен машинијаде" (Копаоник), "Носорог" (Бања Лука), "Парабелум"... Након Одбрамбено-отаџбинског рата уписао је Машински факултет у Источном Сарајеву. Као гитариста био је члан бенда ВИС "Лармаџије". Након краткотрајног постојања овог бенда, Иконић је кроз стрип "Лармаџије" је кроз стрип каише овјековјечио нека истинита дешавања из периода студирања и бављења музиком. Укупно је нацртао десетак каишева стрипа који су можда његов и најобјављиванији стрип. Из овог периода остао му је надимак "пеђа славни". Убрзо се и на стрип таблама почео потписивати тако. У почетку се потписивао са великим почетним словима да би касније било све малим. У стрипу "Зашто нема испита из математике", трећа епизода серијала "Игре на снијегу" је први гдје се тако потписао. Аутор је стрипа "Жорж Страшни" који је излазио и у електронској форми. Стрип је од самог почетка прихавћен међу студентима Универзитата у Источном Сарајеву, а и шире јер је излазио у неколико студентских часописа у Републици Српској и Србији, а у Црној Гори захваљујући Симону Вучковићу и Мирку Зулићу појављивао и у дневним новинама "Дан". Сарадња са Златком Миленковићем, творцем сајта "Стрип вести" довела је до тога да Жорж Страшни буде објављиван и на овом сајту. Близу годину дана је у форми стрип каиша објављиван на овом сајту у рубрици "Недељне вести". Излагао је на многим групним изложбама. По сценарију Дејана Стојиљковића, радио је стрип "Екстра Геџа – татко на суперхероји". Са сценаристом Владимиром Тадићем радио је стрип "Из револта" који излази у електронској форми. Уредио је и заједно са 20ак аутора нацртао стрип албум "Сарајевски атентат/Срби у Првом свјетском рату", а заједно са Миланом Младићем реализовао је стрип албум "Стриповјетке" који се састоји од стрипова насталих по приповјеткама Петра Кочића. Илустровао је десетак бојанки за дјецу. Аутор је бројних текстова који се односе на историју стрипа у Републици Српској и региону. Добитник је награде "Никола Митровић Кокан" за допринос српском стрипу.

## Екстра Геџа
Стрип серијал "Екстра Геџа" настао је у главама младих Нишлија Дејана Стојиљковића, Дејана Костића и Андрије Милојковића приликом њихових свакодневних боравака у Клубу Правног факултета у Нишу. Ријеч је о домаћем суперхероју са јужноморавског подручја, земљораднику који штити слабе тј. студенте, алкохоличаре, колеге земљораднике... Воли "народњаке" и увијек са собом носи харамонику јер има обичај да испољава свој антиталенат за музику који му је уједно и једно од најјачих оружја. Право име "Екстра Геџе" је Милисав Лукић, има тридесетак година, и добија супер моћи када попије гутљај "џибре" из храстовог бурета скривеног у мрачној пећини. На позив Стојиљковића, Иконић се укључује као цртач крајем 2003. Прва епизода коју је урадио  била је "Сајгон, Сајгон". Куриозитет је да је Иконић цијелу ову епизоду нацртао у кревету јер се опорављао од тешке саобраћајне несреће. Крајем 2008. стрип је објављен као графичка новела под називом "Екстра Геџа – татко на суперхероји". Новела се састојала од четири епизоде овог стрип јунака. Поред тога садржавала је попратне текстове, интервјуе као и јужноморавски ријечник и сл.

## Изложбе
- Балканска смотра стрипа у Лесковцу 2001, 2002, 2003, 2004 и 2005.
- Изложба стрипа у Нишу поводом конкурса 2003. и 2004.
- Шабачки фестивал стрипа 2003. и 2006.
- Изложбе стрипа Српске 2006, 2013, 2019.
- Фестивал стрипа у Београду 2003, 2004, 2005 и 2006.
- Смотра младих стрип аутора у Лесковцу 2006.
- 1. Међународни салон стрипа "Девета димензија" 2018.
- Од Невена до Бетмена: Светски оквири српског стрипа и визуелног приповедања[5]